# Catagogus
Catagogus är ett släkte av skalbaggar. Catagogus ingår i familjen Brentidae.
Kladogram enligt Catalogue of Life:
| Catagogus | \| \| Catagogus diorymerus \| \| \| \| |
|           | \| \| Catagogus diorymerus \| \| \| \| |
|           | Catagogus diorymerus                   |
|           |                                        |